# Porto da Baía da Maia

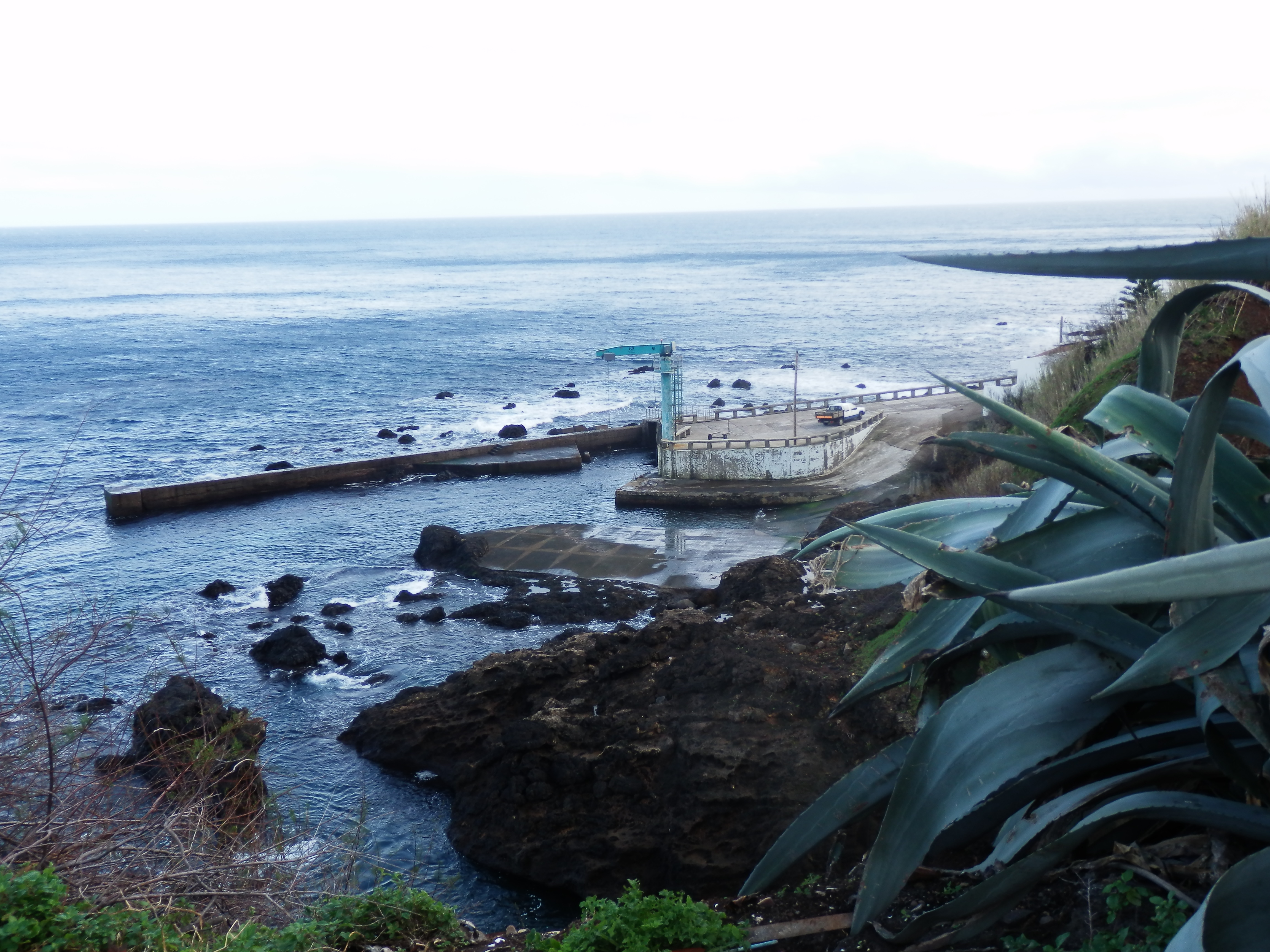
Vista do Porto

O Porto da baía da Maia, popularmente conhecido por "Porto da Maia", localiza-se no lugar da Maia, "Área da Paisagem Protegida da Baía da Maia", na freguesia do Santo Espírito, concelho da Vila do Porto, na ilha de Santa Maria, nos Açores.

## História
Em tempos mais remotos, a baía da Maia possuía dois pequenos portos piscatórios, o Porto Domingos de Moura faz muito tempo desativado, e o da baía da Maia.

O Porto da baía da Maia foi sujeito a obras de melhoramento e ampliação em 2007.

Este porto situa-se a uns escassos duzentos metros a Norte do antigo Forte da Maia.  Este "- Dito [forte] sito na Fajã da Maia com duas peças corrutas e tem vigia.",  que outrora protegia a Baía do ataque de Piratas e Corsários.

## Situaçao Geográfica
Foi implantado no extremo Sudeste da costa Oriental da ilha, na povoação da Maia, a Sul do complexo vulcânico onde se localiza a Cascata do Aveiro uma das maiores e mais imponentes quedas de água do país com cerca de 150 metros de altura.

Com as coordenadas 36°56'37.07"N 25° 0'53.03"W fazem deste o porto mais Oriental da Ilha e do Arquipélago dos Açores.

## Caraterísticas
É um pequeno porto na costa Oriental e no extremo Sudeste da ilha, que serve a comunidade piscatória local, ou quando o porto principal da Ilha está inoperacional, muito utilizado na época de veraneio por embarcações de recreio, construído numa enseada abrigada dos ventos predominantes, dotado de um varadouro, um pequeno cais com escadas, um molhe de abrigo, guarnecido de grua parque de estacionamento e pode operar embarcações com calado inferior a 2 metros,.

Com operação bastante alargada, é muito afetado pelas maresias de Nordeste, fenómeno conhecido por "Mar da Formiga" ou "Mar das Formigas."
Carateriza-se por ser uma baía com costa de baixa batimetria, tendo inclusive alguns baixios e a Baixa da Maia nos seus enfiamentos do quadrante Sul a Leste.

## Galeria

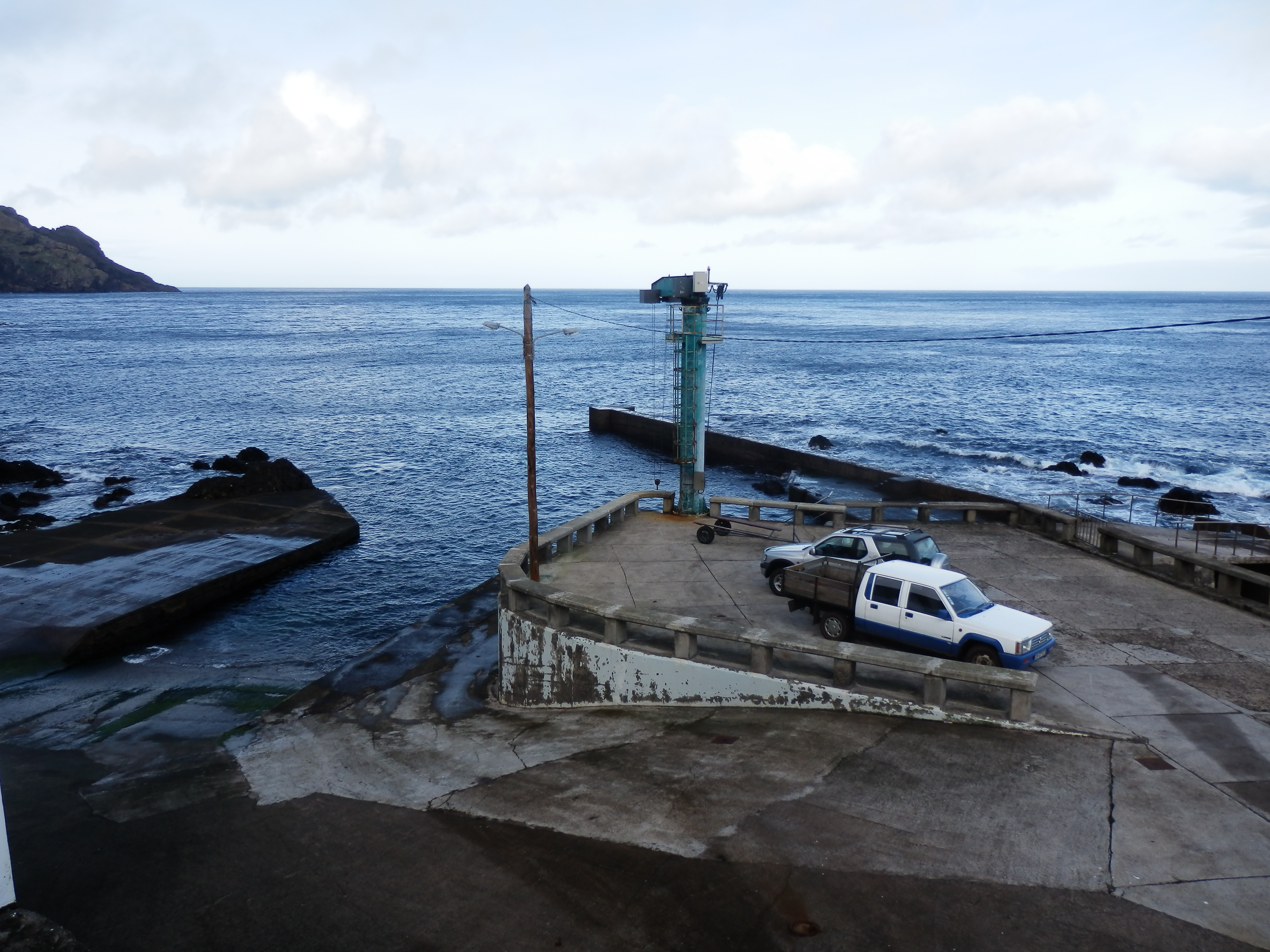
Parque
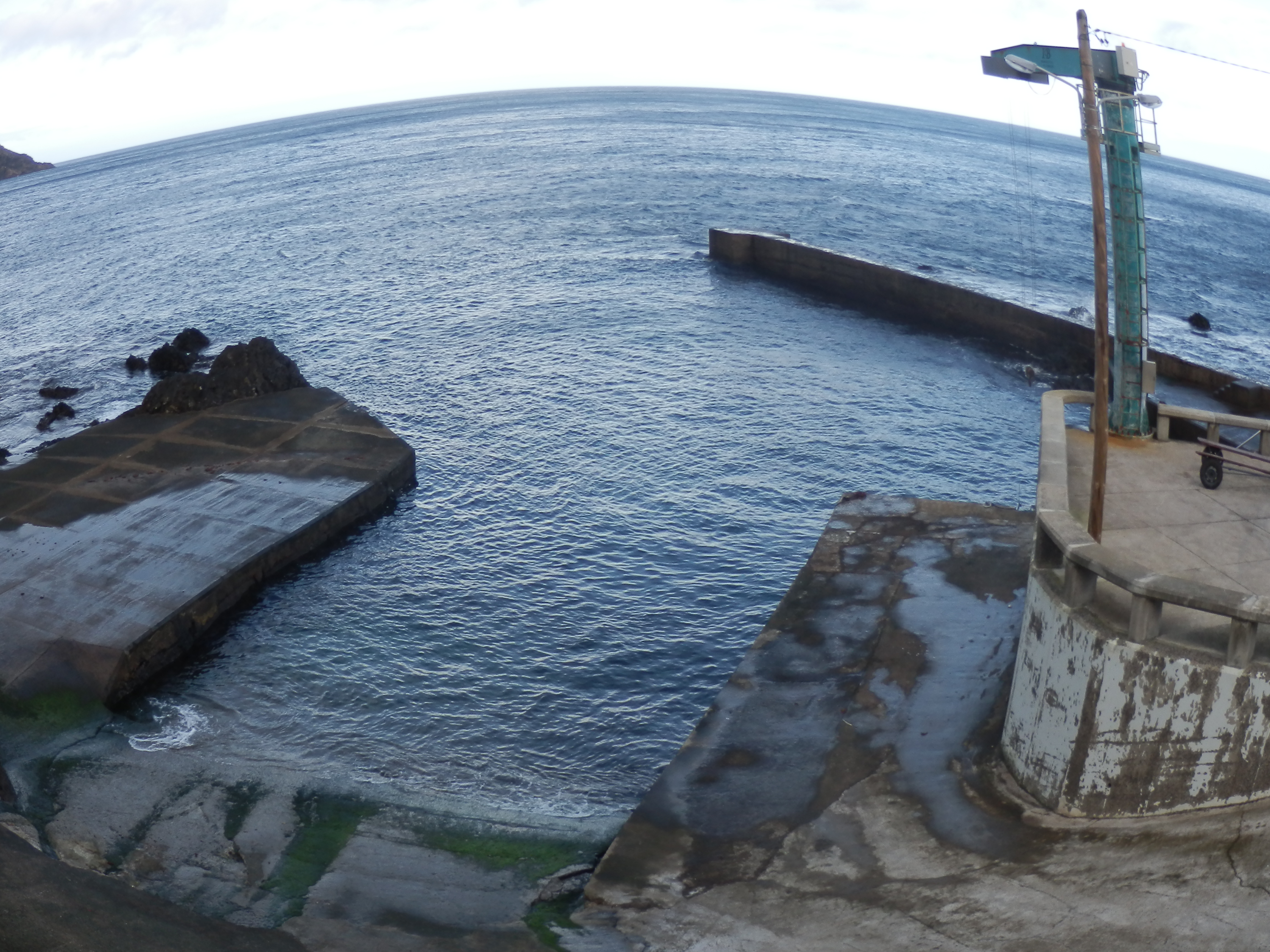
Rampa
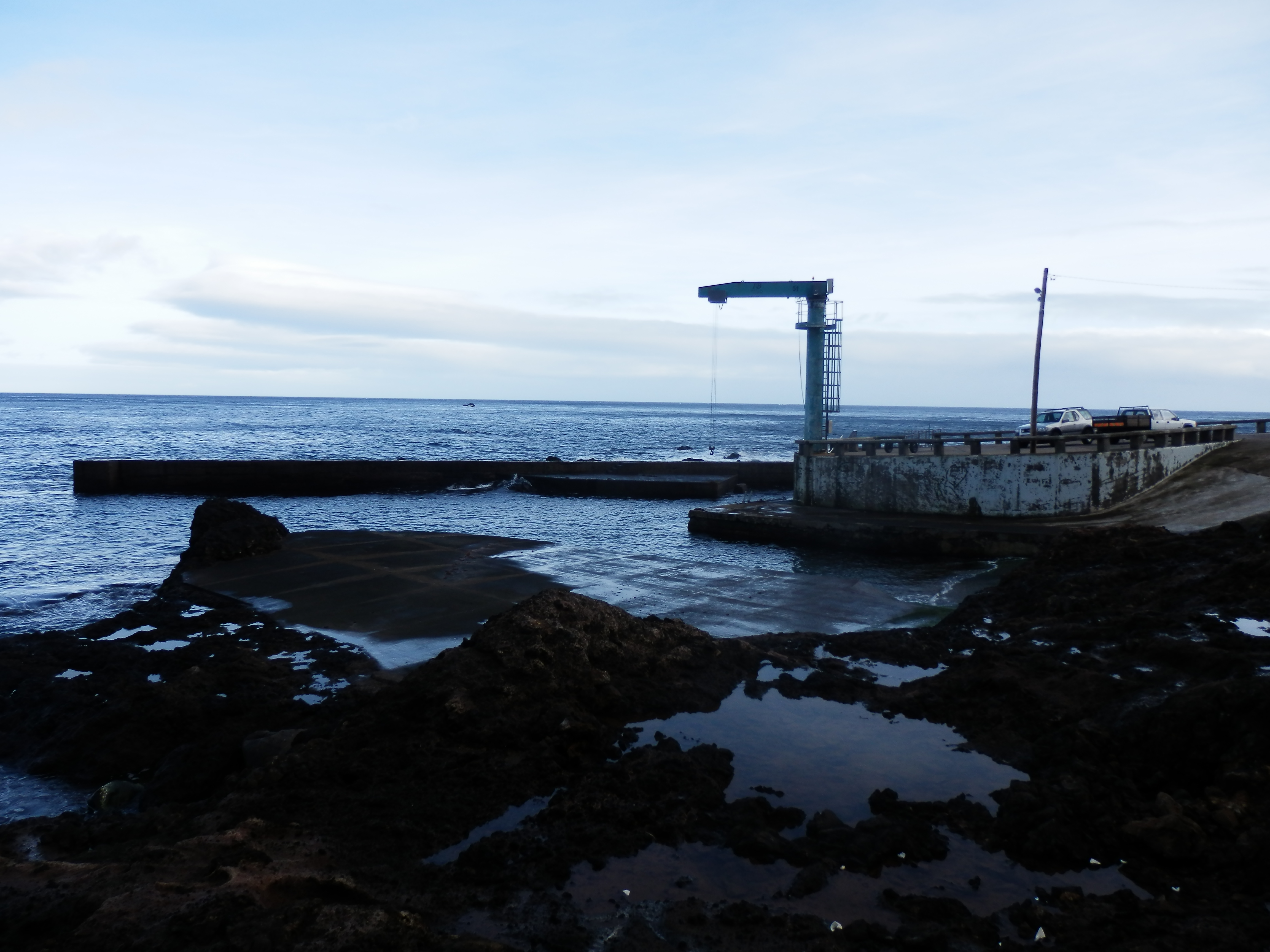
Vista